# جرارد فیلیپس
جرارد فیلیپس (به هلندی: Gerard Leonard Frederik Philips) (۹ اکتبر ۱۸۵۸ زالتبمر-۲۵ ژانویه ۱۹۴۲ لاهه، هلند) یک کارآفرین هلندی بود که در سال ۱۸۹۱ شرکت فیلیپس را تأسیس کرد.
برادر کوچکتر جرارد، آنتون فیلیپس فعالیت تجاری شرکت را گسترش داد که پایه‌ای برای شرکت چند ملیتی فیلیپس شد.